# 萨皮奥尔内半岛
萨皮奥尔内半岛（俄语：Полуостров Саперный）是位于俄罗斯岛的半岛，约占岛面积的四分之一，属滨海边疆区符拉迪沃斯托克城区，面积25平方公里，最高点海拔167米。西临诺维克湾，北濒东博斯普鲁斯海峡，东接乌苏里湾，人工运河隔开了它和叶连娜岛。远东联邦大学（ДВФУ）位于半岛上，2012年建成的俄罗斯岛大桥连接了半岛和陆地。